# からくり時計

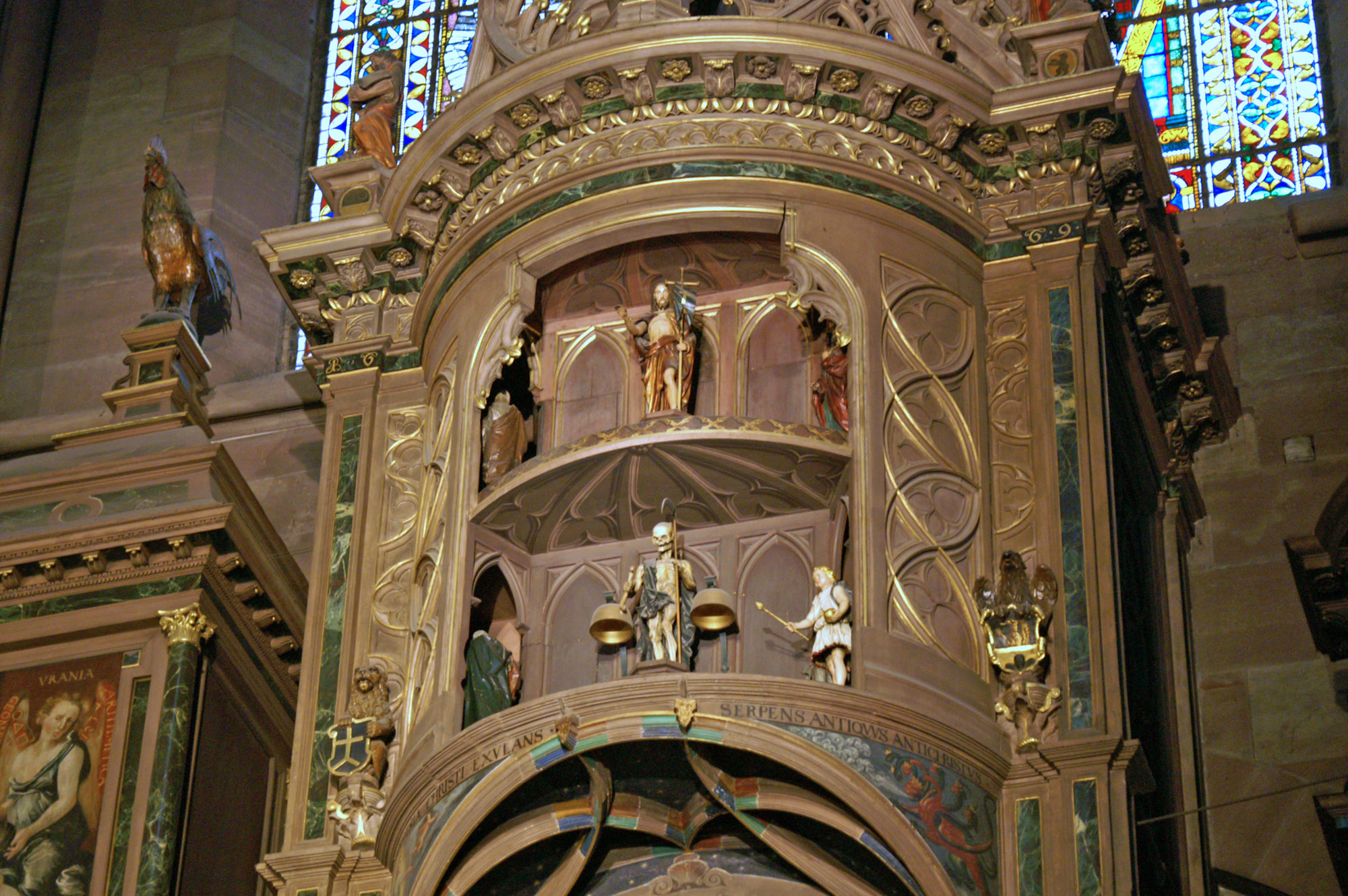
動作中のからくり時計表示部
ストラスブールのグラン・ディルにあるノートルダム大聖堂内に設置された18世紀の作品。12使徒などをかたどった様々な人形が登場する。

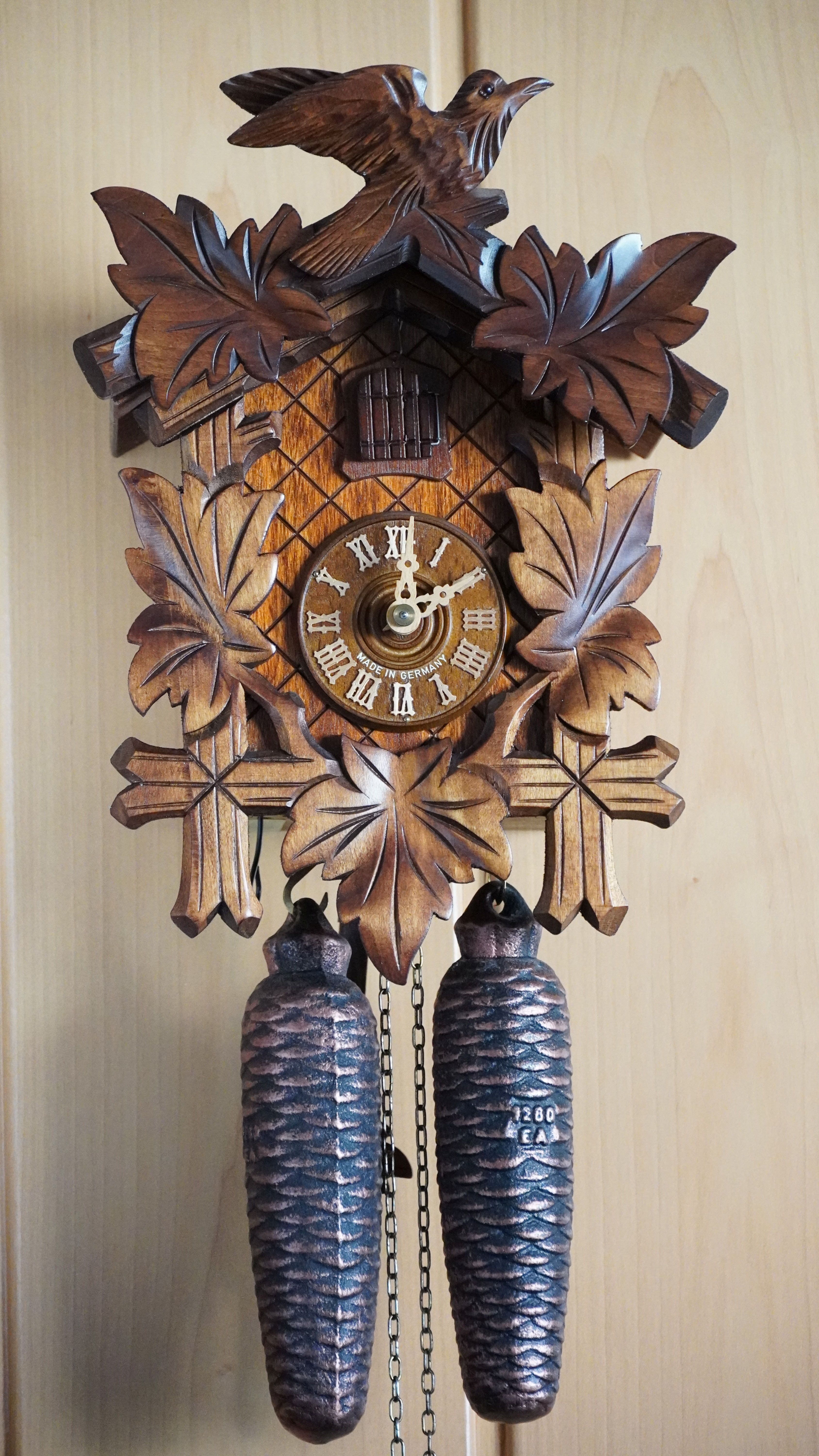
鳩時計

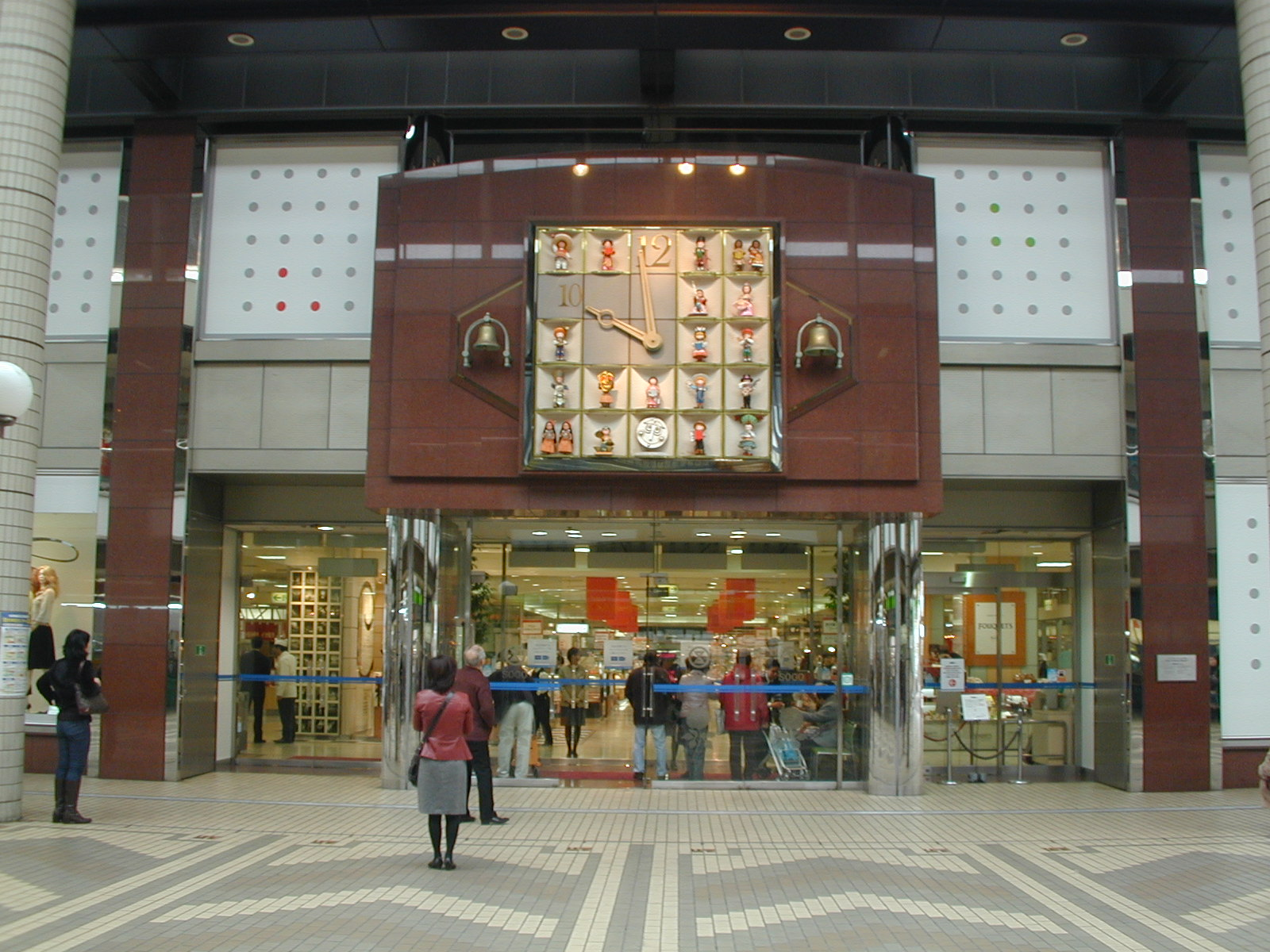
そごうの一部店舗に設置された世界の人形時計

からくり時計（からくりどけい）とは、時計（掛け時計・置時計など）に特殊な表示機能を追加したもので、その多くではからくりなど自動人形などが時報として何らかの人形劇を上演したり、音楽を奏でたりといった機能を持つものを指す。

## 概要
「からくり」は、元々は時計などの機械装置全般を指していた。後にからくり自体は日本で「からくり人形」に代表される古典的なロボット（自動人形やオートマトン・オートマタなど）を指す語となり、これが19世紀にヨーロッパに伝えられると、「Karakuri」と呼ばれるようになり、いわゆるオートマタのような精巧な人の動きを真似る人形などもからくりと呼ばれるようになった。
語源からすれば時計に機械を組み入れること（中に機械要素のない時計は動きようがない）を指しているような「からくり時計」という語だが、「からくり」が機械仕掛けの人形を指すようになると、これを組み入れた時計をからくり時計と呼ぶようになったと推察される。
いわゆる「からくり」は外部からの操作をきっかけとして何らかの動作を行う装置（後述）だが、これを時計の時報とし、所定の時間にからくり仕掛けの動作を行うものが、いわゆるからくり時計とされる。
からくり時計の一端には、鳩時計のように時報を鳩(カッコウ)の人形と笛などで表す物が挙げられるが、一般的にはこれを更に複雑化して人形劇などを上演して見る者の目を楽しませるものが主である。これらは、その複雑さや規模にもよって量販される個人向け(家庭用)から時計塔などに組み込まれた公共のものまで、様々なものが存在している。

## 機能

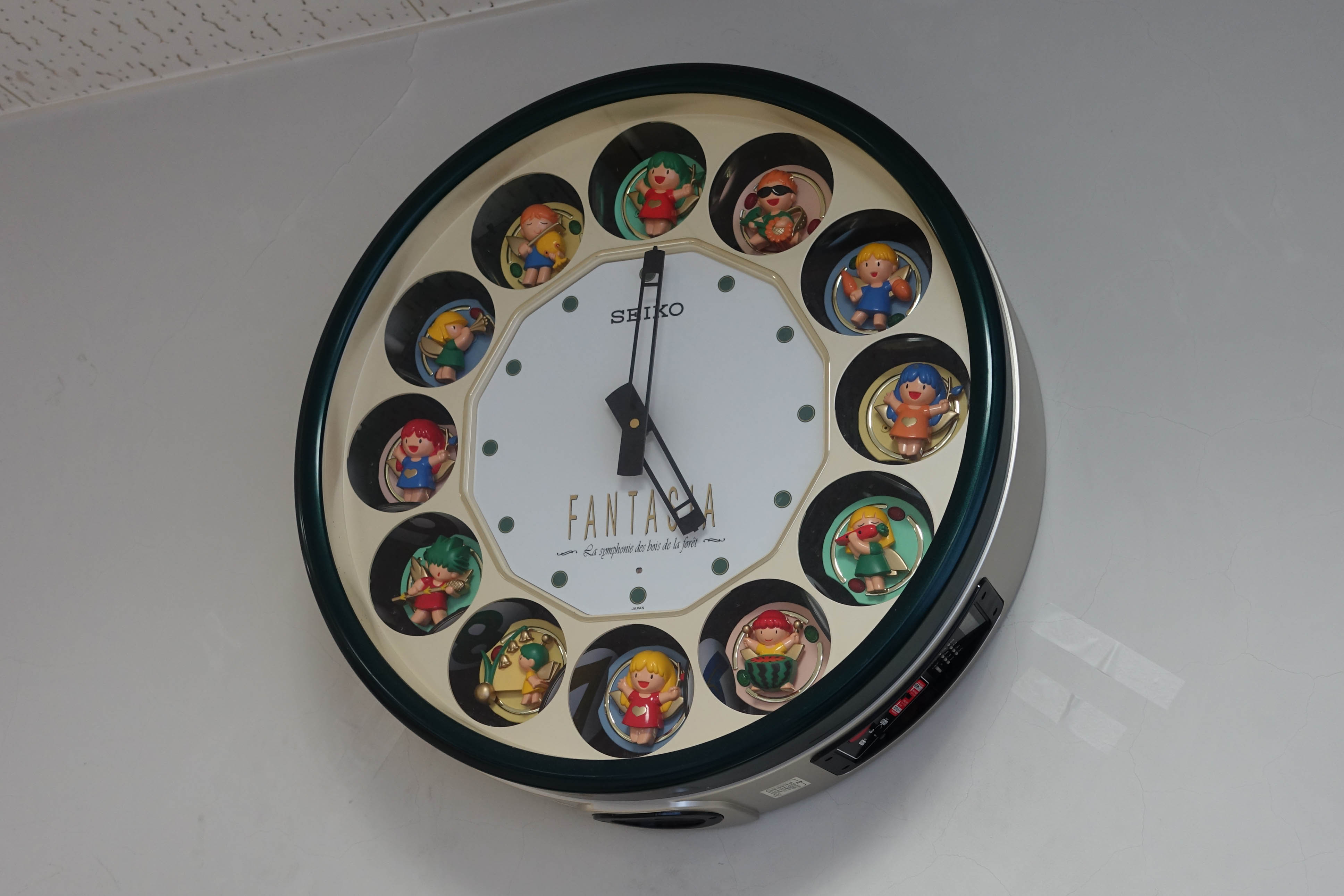
ファンタジア家庭用からくり時計

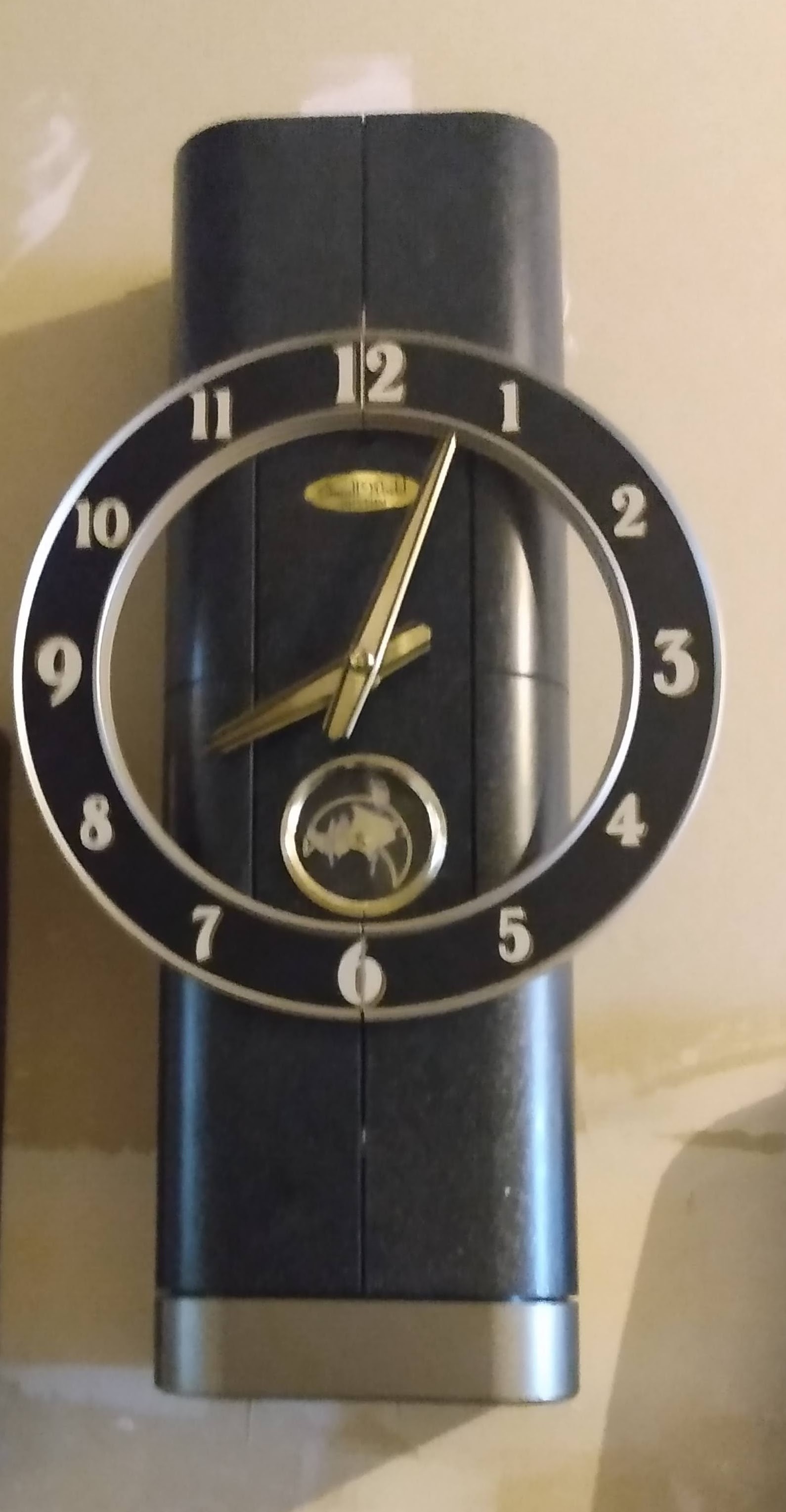
スモールワールドストーリーDX

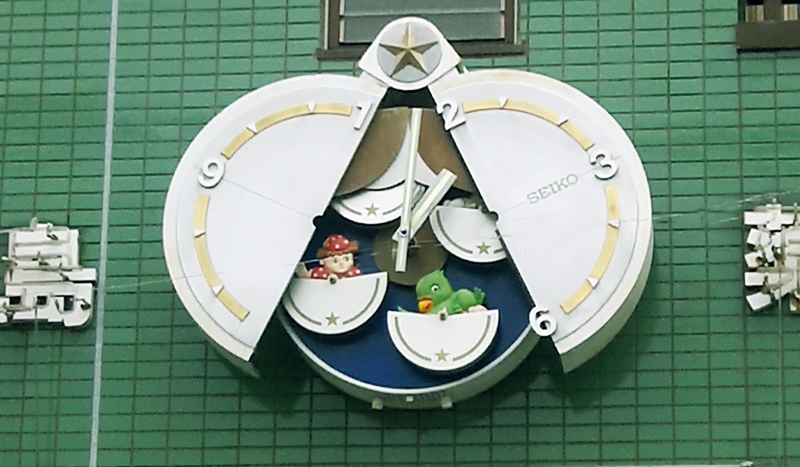
汎用型からくり時計セイコー観覧車

基本的にこれらからくり時計は、時計機能と仕掛け表示機能の2系統の機械装置を、時報という機能で連結させたものである。時計が表示装置に時報というきっかけを与えると、イベントドリブン（何かのきっかけを与えられると動作を開始する機能のこと）装置である仕掛け表示機能が働く。
時計部分は時報というきっかけを与える訳だが、時計自体の表示機能がないと時計としては役に立たないため、仕掛け表示部分の上などに時計としての時刻表示機能を持つ(なお主に公共向けの大型作品には音と動作そのもので「時を知らせる」こととし、時刻表示を全く持たない作品も存在する)。高度化されたものでは、時刻表示機能が一時的に移動して仕掛け部分がせり出し、何らかの動作が終わったら時刻表示に戻るなど、一見するとからくり時計に見えないものも存在する。
また、この仕掛け表示機能を完全に映像機器にとって替わらせ、指定時間には所定のスポット映像（広告など）を放映するものもみられるが、こちらは大型映像機器が社会にとって当たり前となった地域では、あまり注目されない場合がある。

## 類似する他の装置
- 天文時計 - 時計と天体儀を連動させ、天体の運行を表示するもの。